# Consonant implosiva
Les consonants implosives són consonants oclusives (i possiblement africades amb un flux de l'aire amb una barreja de so ingressiu glotàlic i pulmonar. En altres paraules, el flux d'aire es controla movent la glotis cap avall a més d'expel·lir l'aire dels pulmons. Consegüentment, al contrari que les consonants ejectives purament glotàliques, les implosives es poden modificar per fonació. Les implosives contrastives es poden trobar a aproximadament 13% de les llengües del món.
A l'Alfabet fonètic internacional les implosives s'indiquen modificant la part superior d'una lletra (oclusiva sonora) amb un ganxet mirant cap avall: ⟨ɓ ɗ ʄ ɠ ʛ ⟩.

## Articulació
Durant l'oclusíó de l'oclusiva, en empènyer la glotis cap avall fa més rar l'aire al tracte vocal. S'allibera en aquest moment l'oclusiva. A les llengües en les quals les implosives són particularment importants, això pot implicar que l'aire passa ràpidament a la boca abans que flueixi un altre cop amb la vocal següent. Absorbir l'aire agudament d'aquest manera és fer una «implosió» d'un so.
No obstant, probablement de forma més habitual no hi a moviment d'aire en absolut, en contrast amb l'explosió de les plosives pulmonars. Aquest és el cas amb moltes de les llengües kru, per exemple. Noteu que això implica que les implosives són fonèticament sonorants (o sigui no obstruents) d'acord amb la definició habitual de les sonorants. Malgrat això, fonològicament les implosives poden tenir els dos patrons, és a dir, poden ser sonorants o obstruents depenent de la llengua. Clements (2002) proposa en realitat que les implosives no són «ni» obstruents «ni» sonorants, i que calen ser descrites per les característiques −obstruent i −sonorant.
Una àmplia majoria de consonants implosives són sonores, el que significa que la glotis sols es tanca parcialment. Atès que el flux d'aire requerit per a la sonoritat redueix el buit creat a la boca, les implosives es fan més fàcilment amb una gran cavitat oral. La bilabial[ɓ] és la implosiva bilabial més fàcil de pronunciar, i també la més comuna al voltant del món. La velar [ɠ], per una altra part, és poc freqüent (i la uvular [ʛ] encara menys freqüent). Això és el patró oposat a les consonants ejectives, on és l'articulació velar la que és més comuna, i la bilabial la que és menys freqüent.

## Tipus
Los oclusives implosives sonores reconegudes són les següents:
- implosiva bilabial sonora [ɓ]
- implosiva dental sonora [ɗ̪ ]
- implosiva alveolar sonora [ɗ ]
- implosiva retroflex sonora [ᶑ ] ("letter not explicitly IPA approved")
- implosiva palatal sonora [ ʄ ]
- implosiva velar sonora [ɠ ]
- implosiva labial–velar sonora [ɠɓ]
- implosiva uvular sonora [ʛ ]

No hi ha símbols AFI per a les fricatives implosives. Les implosives fricatives són desconegudes, i les implosives africades poc probables. S'han reportar unes poques africaes (per exemple [ɗʒ] a la llengua roglai i la llengua komo; l'alofònica [ɗz] i [ɗɮ] a la llengua gitxsan), però és possible que una recerca posterior les torni a analitzar com quelcom diferent.

### Implosives sordes
Les consonants que s'anomenen de diverses maneres com «implosives sordes», «implosives amb tancament glotal» o «ejectives revertides» impliquen un mecanisme de flux d'aire lleument diferent, que és purament ingressiu glotàlic. Aquí la glotis està tancada, de manera que no és possible cap flux d'aire dels pulmons. En algun moment l'AFI havia dedicat els símbols ⟨ƥ ƭ ƈ ƙ ʠ ⟩ a aquests sons, però es van retirar el 1993. Ara es transcriuen com ⟨ɓ̥ ɗ̥ ʄ̊ ɠ̊ ʛ̥ ⟩ o ocasionalment ⟨pʼ↓ tʼ↓ cʼ↓ kʼ↓⟩. Alguns autors fan servir un punter esquerre superíndex, ⟨p˂ t˂ c˂ k˂⟩, però això no és un símbol AFI i té altres usos.
Les implosives sordes reconegudes són:
- implosiva bilabial sorda [ɓ̥]
- implosiva alveolar sorda [ɗ̥ ]
- implosiva retroflex sorda [ᶑ̥ ]
- implosiva palatal sorda [ ʄ̥ ]
- implosiva velar sorda [ɠ̊ ] (parafonèmica a l'anglès)
- implosiva uvular sorda [ʛ̥ ]
- implosiva labial-velar sorda [ɠ̊ɓ̥] (a Igbo per Floyd 1981)

### Altres implosives
S'ha reportat que les nasals tenen llançaments implosius; malgrat tot, fonològicament això són seqüències co ara /N-ɓ/ i fonèticament poden ser oclusives implosives afeblides més que implosives nasals.
|          | Bilabial  | Linguolabial | Dental    | Alveolar  | Labial– alveolar | Retroflex | Palatal   | Velar     | Labial– velar | Uvular    |
| -------- | --------- | ------------ | --------- | --------- | ---------------- | --------- | --------- | --------- | ------------- | --------- |
| Oclusiva | ɓ ƥ       |              | ɗ̪ ƭ̪       | ɗ ƭ       | [ 7 ]            | ᶑ ƭ̢       | ʄ ƈ       | ɠ ƙ       | ɠ͡ɓ ƙ͜ƥ         | ʛ ʠ       |
| Africada | (teòrica) | (teòrica)    | (teòrica) | (teòrica) | (teòrica)        | (teòrica) | (teòrica) | (teòrica) | (teòrica)     | (teòrica) |
| Nasal    | ? m̩ɓ      |              |           | ? n̩ɗ      |                  |           |           |           |               |           |

## Freqüència
Les implosives es poden trobar àmpliament entre les llengües de l'Àfrica subsahariana i el sud-est asiàtic, i es poden trobar en algunes llengües de la Conca amazònica. Es reporten molt rarament en altres allocs, però apareixen a algunes llengües disperses com ara les llengües maies d'Amèrica del Nord, el seraiki i el sindhi al subcontinent de l'Índia, així com el vietnamita. Semblen estar totalment absents del nord d'Euràsia i Austràlia, fins i tot de la llengua cerimonial australiana damin, que usa tots els mecanismes possibles de flux d'aire.
Malgrat això, les oclusives completament sonores són freqüentment lleugerament implosives, tot i que no sempre es descriuen explícitament si no hi ha contrast amb plosives sonores modals, com passa al voltant del món, des del maidu fins al tailandès fins a moltes llengües bantu, incloent-hi el swahili.
El sindhi i el saraiki tenen un nombre inusualment alt d'implosives contrastives, amb /ɓ ᶑ ʄ ɠ/. Tot i que el sindhi té una distinció dental-retroflex en les seves plosives, amb /b d ɖ ɟ ɡ/, aquest contrast es neutralitza a les implosives. Una implosiva retroflex constrastva /ᶑ / pot no obstant aparèixer al ngadha, una llengua es parla a Flores (Indonèsia).
Es poden trobar més exemples als articles sobre implosives individuals.
Les implosives sordes són força rares però es troben a llengües tan variades com el dialecte owere de l'igbo a Nigèria (/ƥ/ /ƭ/), el krongo a Sudan, el dialecte uzere a l'isoko, les llengües relacionades estretament lendu i ngiti a la República Democràtica del Congo, el serer a Senegal (/ƥ ƭ ƈ/), i alguns dialectes del poqomchi' i el quiche a Guatemala (/ƥ ƭ/). L'owere té un contrast de set vies entre les oclusives bilabials, /pʰ p ƥ bʱ b ɓ m/, i les seves oclusives alveolars són similars. No sembla que les oclusives dorsals [ƙ] [ʠ] estiguin reconegudes a la literatura com a sons de la parla, però /ʠ/ s'han identificat al kaqtxikel. S'ha proposat també que el lendu té uns /ɓ̥ ɗ̥ ɠ̊/ sorda, però poden ser en realitat implosives de veu quebrada.
Alguns parlants de l'anglès usen la implosiva velar sorda [ƙ] per imitar el so d'un líquid que s'està abocant a una ampolla, però d'altres usen la implosiva sonora [ɠ].